# 平洛乐登桥
平洛乐登桥，位于中国广西壮族自治区罗城仫佬族自治县东门镇平洛村，为一个省级文物保护单位，类型为古建筑，为第六批广西壮族自治区文物保护单位，公布时间为2009年5月4日。
平洛乐登桥的历史年代为明。